# Кузнецовка (Томская область)
Кузнецовка — упразднённая деревня в Бакчарском районе Томской области России. На момент упразднения входил в состав Поротниковского сельсовета. Упразднена в 2014 году.

## География
Деревня располагалась на правом берегу реки Тетеренка (приток реки Бакчар), в 9,5 км (по прямой) к юго-западу от села Поротниково.

## История
Деревня была основана в 1917 г. В 1926 году заимка Кузнецовская состояла из 2 хозяйств. В административном отношении входила в состав Тетеринского сельсовета Чаинского района Томского округа Сибирского края.
Постановлением Государственной Думы Томской области от 30.10.2014 № 2289 деревня Кузнецовка исключена из учётных данных.

## Население
| 1926 | 1939 | 1952 | 1959 | 1970 | 1979 | 1989 |
| ---- | ---- | ---- | ---- | ---- | ---- | ---- |
| 7    | ↗108 | ↗198 | ↗207 | ↗247 | ↘128 | ↘0   |
| 2002 | 2010 | 2012 | 2013 | 2014 |      |      |
| ↗7   | ↘0   | →0   | →0   | →0   |      |      |

В 1926 году основным населением заимки были русские.